# 통가 민주노동당
통가 민주노동당(영어: Tongan Democratic Labor Party)은 통가의 정당이다.

## 역대 선거 결과
- 2010년 통가 총선거

17개 선거구 모두 후보자가 나왔다. 하지만 모두 낙선하여 획득한 의석 수는 없다.
- 2017년 통가 총선거

일부 지역에서 후보자가 나왔으나 의석을 획득하지 못하였다.